# Delaney Schnell
Delaney Schnell (Iron Mountain, 21 de diciembre de 1998) es una deportista estadounidense que compite en saltos de plataforma.
Participó en los Juegos Olímpicos de Tokio 2020, obteniendo una medalla de plata en la prueba sincronizada (junto con Jessica Parratto). Ganó cuatro medallas en el Campeonato Mundial de Natación entre los años 2019 y 2023, y una medalla de bronce en los Juegos Panamericanos de 2019.

## Palmarés internacional
| Juegos Olímpicos     | Juegos Olímpicos        | Juegos Olímpicos  | Juegos Olímpicos             |
| Año                  | Lugar                   | Medalla           | Prueba                       |
| -------------------- | ----------------------- | ----------------- | ---------------------------- |
| 2020                 | Tokio (Japón)           | Medalla de plata  | Plataforma 10 m sincro       |
| Campeonato Mundial   |                         |                   |                              |
| Año                  | Lugar                   | Medalla           | Prueba                       |
| 2019                 | Gwangju (Corea del Sur) | Medalla de bronce | Plataforma 10 m              |
| 2022                 | Budapest (Hungría)      | Medalla de plata  | Plataforma 10 m sincro       |
| 2022                 | Budapest (Hungría)      | Medalla de bronce | Plataforma 10 m sincro mixto |
| 2023                 | Fukuoka (Japón)         | Medalla de bronce | Plataforma 10 m sincro       |
| Juegos Panamericanos |                         |                   |                              |
| Año                  | Lugar                   | Medalla           | Prueba                       |
| 2019                 | Lima (Perú)             | Medalla de bronce | Plataforma 10 m sincro       |